# Llista d'alcaldes de Còrdova

Escut de Còrdova

Aquesta és la llista d'alcaldes de Còrdova, que són els encarregats de presidir l'Ajuntament de Còrdova, Andalusia. Actualment l'encarregat d'exercir el càrrec és José Antonio Nieto.

## Llista d'alcaldes
- Gregorio Guazo Gutiérrez (1801 - 1803)
- Agustín Guajardo Fajardo (1803 - 1810)
- Mariano Fuentes Cruz (1810)
- Domènec Badia i Leblich (5 d'abril de 1810 - 14 de juliol de 1811)
- Manuel Becerril (1810 - 1812)
- Diego Cabrera, Marqués de Villaseca (1812 - 1814)
- Juan de Dios Gutiérrez Ravé (1814)
- Juan Ruiz Morquecho (1814)
- Joaquín Bernal Vargas (1815 - 1819)
- Ángel Martínez del Pozo (1819 - 1820)
- Rafael Alcalde (1820)
- Duque de Almodóvar (1820)
- Mariano de Fuentes y Cruz (1820 - 1823)
- Conde de Prado Castellano (1821)
- José Alfaro (1823)
- Mariano Fuentes Cruz (1823)
- Juan Nepomuceno Prats (1824 - 1831)
- Antonio V. de Levariñas (1831 - 1834)
- José María Trillo (1834-1835)
- Conde de Torres Cabrera (1835-1836)
- Antonio Luna García (1836-1837)
- Duque de Almodóvar (1837-1838)
- Joaquín Hidalgo Cárdenas (1838)
- Pedro Cadenas de Llano (1838-1839)
- José López de Pedrajas (1839)
- Rafael Po de Llanes (1840)
- José Illescas Cárdenas (1840-1841)
- Carlos Ramírez de Arellano (1841)
- José Bastardo de Cisneros (1843)
- José Illescas Cárdenas (1843)
- Francisco Milla Romero (1843)
- José María Conde Acosta (1844-1846)
- José Beltrán Lis (1846-1851)
- Juan Rodríguez Módenes (1851)
- Antonio Ariza Vargas (1851-1852)
- Conde de Hornachuelos (1852-1853)
- José María Conde Acosta (1853)
- Antonio García del Cid (1853)
- Francisco Portocarrero López (1854)
- Roque Aguado (1855)
- Manuel Luna García (1855-1856)
- Juan Francisco Gil y Baus (1857)
- Juan Rodríguez Módenes (1857)
- Ignacio Méndez de Vigo (1857-1858)
- José Bastardo de Cisneros (1858)
- Carlos Ramírez de Arellano (1858)
- Rafael Chaparro Espejo (1859-??)
- Carlos Ramírez de Arellano (1861-1862)
- Manuel Ruiz Higuero (1862-??)
- Conde de Hornachuelos (1863)
- Conde de Torres Cabrera (1864)
- Conde de Hornachuelos (1864-1865)
- Ignacio García Lovera (1864-1865)
- Conde de Torres Cabrera (1867-1868)
- Mariano Cabezas Saravia (1868)
- Ángel de Torres Gómez (1869)
- Rafael Barroso y Lora (1869-1870)
- Agustín Fuentes Horcas (1870-1872)
- Carlos Barrena Breñosa (1872-1873)
- José Cerrillo Mebroni (1873-1874)
- Juan Rodríguez Sánchez (1874-1875)
- Tomás Conde y Luque (1875-1877)
- Bartolomé Belmonte Cárdenas (1878-1881)
- Juan Rodríguez Sánchez (1881)
- Bartolomé Belmonte Cárdenas (1884-1886)
- Juan Rodríguez Sánchez (1886-1889)
- Pedro Rey Gorrindo (1890)
- Mariano Aguayo Fernández de Mesa (1890-1891)
- Pedro Rey Gorrindo (1891)
- Antonio González Aguilar (1891)
- Manuel María Higuera (1891)
- Juan Tejón y Marín (1891-1893)
- Julián Jiménez González (1893)
- Jaime Aparicio y Marín (1893-1895)
- Eduardo Alvárez de los Ángeles (1895-1897)
- José María Molina y Fernández (1897)
- Jaime Aparicio y Marín (1897-1899)
- Juan Luis Velasco y Navarro (1899-1901)
- Antonio Pineda de las Infantas y Castillejo (1903-1903)
- Rafael Conde Jiménez (1904-1905)
- Antonio Pineda de las Infantas y Castillejo (1907-1909)
- Salvador Muñoz Pérez (1912-1913)
- Manuel Enríquez Barrios (1913-1916)
- Salvador Muñoz Pérez (1916-1917)
- José Sanz Noguer (1917-1920)
- Francisco Fernández de Mesa Porras (1920-1921)
- José Viñán (1922-??)
- Patricio López González de Canales (1923)
- Julián Jiménez (1923)

### Durant ladictadura de Primo de Rivera
- Antonio Pineda de las Infantas y Castillejo (1923-1924)
- José Cruz-Conde Fustegueras (1924-1926)
- Pedro Barbudo Suárez-Varela (1926)
- Rafael Cruz-Conde Fustegueras (1926-1930)
- José Sanz Noguer (1929-1930)
- Rafael Jiménez Ruiz (1931)

### Durant laII República
| Inici                 | Fi                    | Alcalde                       | Partit                        |
| --------------------- | --------------------- | ----------------------------- | ----------------------------- |
| 15 d'abril 1931       | 13 de juliol de 1931  | Eloy Vaquero Cantillo         | Partit Republicà Radical      |
| 13 de juliol de 1931  | 5 de setembre de 1933 | Francisco de la Cruz Ceballos | Partit Republicà Radical      |
| 5 de setembre de 1933 | 17 de maig de 1934    | Pascual Calderón Uclés        | Partit Republicà Conservador  |
| 17 de maig de 1934    | 13 d'octubre de 1934  | Rafael Baquerizo García       | Partit Republicà Radical      |
| 13 d'octubre de 1934  | 27 de gener de 1936   | Bernardo Garrido de los Reyes | Partit Republicà Radical      |
| 27 de gener de 1936   | febrer de 1936        | José Fernández Jiménez        | Partit Republicà Progressista |
| 23 de març de 1936    | 8 d'agost de 1936     | Manuel Sánchez Badajoz        | Partit Socialista             |

### Durant ladictadura franquista
| Inici                  | Fi                     | Alcalde                                   |
| ---------------------- | ---------------------- | ----------------------------------------- |
| 1936                   | 25 de setembre de 1936 | Salvador Muñoz Pérez                      |
| 25 de setembre de 1936 | 31 de gener de 1937    | Manuel Sarazá Murcia                      |
| 31 de gener de 1937    | 22 de febrer de 1937   | José Castanys Jiménez                     |
| 22 de febrer de 1937   | 26 de setembre de 1938 | Antonio Coello y Ramírez de Arellano      |
| 26 de setembre de 1938 | 6 de novembre de 1939  | José María Verasátegui Jabat              |
| 7 de novembre de 1939  | 4 de desembre de 1939  | Antonio Torres Trigueros (alcalde interí) |
| 4 de desembre de 1939  | 5 de novembre de 1940  | Manuel Sarazá Murcia                      |
| 5 de novembre de 1940  | 2 de setembre de 1941  | Antonio Torres Trigueros                  |
| 2 de setembre de 1941  | 3 d'agost de 1943      | Rafael Jiménez Ruiz                       |
| 3 d'agost de 1943      | 17 de febrer de 1944   | Pedro Romero Bartolomé                    |
| 17 de febrer de 1944   | 10 d'abril de 1948     | Antonio Luna Fernández                    |
| 10 d'abril de 1948     | 17 de juliol de 1949   | Rafael Salinas Anchelerga                 |
| 17 de juliol de 1949   | 19 de novembre de 1951 | Alfonso Cruz-Conde Conde                  |
| 20 de novembre de 1951 | 25 de setembre de 1962 | Antonio Cruz-Conde Conde                  |
| 25 de setembre de 1962 | 1971                   | Antonio Guzmán Reina                      |
| 1971                   | 19 d'abril de 1979     | Antonio Alarcón Constant                  |

### Des de latransició
| Legislatura | Inici               | Fi                  | Alcalde                        | Partit         |
| ----------- | ------------------- | ------------------- | ------------------------------ | -------------- |
| 1a          | 3 d'abril de 1979   | 8 de maig de 1983   | Julio Anguita González         | PCE            |
| 2a          | 8 de maig de 1983   | 1 de febrer de 1986 | Julio Anguita González         | PCE            |
| 2a          | 1 de febrer de 1986 | 10 de juny de 1987  | Herminio Trigo Aguilar         | PCE            |
| 3a          | 10 de juny de 1987  | 26 de maig de 1991  | Herminio Trigo Aguilar         | IU-CA          |
| 4a          | 26 de maig de 1991  | 17 de gener de 1995 | Herminio Trigo Aguilar         | IULV-CA        |
| 4a          | 2 de febrer de 1995 | 8 de maig 1995      | Manuel Pérez Pérez             | IULV-CA        |
| 5a          | 28 de maig de 1995  | 13 de juny de 1999  | Rafael Merino López            | Partit Popular |
| 6a          | 13 de juny de 1999  | 25 de maig de 2003  | Rosa Aguilar Rivero            | IULV-CA        |
| 7a          | 25 de maig de 2003  | 27 de maig de 2007  | Rosa Aguilar Rivero            | IULV-CA        |
| 8a          | 27 de maig de 2007  | 23 d'abril de 2009  | Rosa Aguilar Rivero            | IULV-CA        |
| 8a          | 23 d'abril de 2009  | 22 de maig de 2011  | Andrés Ocaña Rabadán           | IULV-CA        |
| 9a          | 22 de maig de 2011  | en el càrrec        | José Antonio Nieto Ballesteros | Partit Popular |